# 和気王
和気王（わけおう、生年不詳 - 天平神護元年（765年））は、奈良時代の皇族。別王とも記され、一時臣籍降下し岡和気とも称した。天武天皇の曾孫。中務卿・三原王の子。官位は従三位・参議。

## 経歴
天平勝宝7歳（755年）兄弟の細川王とともに岡真人姓を賜与され臣籍降下し、因幡掾に任ぜられる。天平宝字3年（759年）祖父の舎人親王が崇道盡敬皇帝の尊号を追贈された際に皇籍に復帰し、正六位上から従四位下に昇叙される。のち内匠頭・節部卿・伊予守を歴任する。
天平宝字8年（764年）正月に従四位上に叙せられる。同年9月に発生した藤原仲麻呂の乱に際しては、藤原仲麻呂が準備のために軍備を整えていたことを事前に孝謙上皇（後の称徳天皇）に伝える。乱終結後、この功績により従三位に昇叙され公卿に列した。同年10月の淳仁天皇の廃位にあたっては、兵部卿として左兵衛督・山村王らとともに数百人の兵を率いて天皇の居所である中宮院を取り囲んでいる。翌天平神護元年（765年）正月に乱における功績を称えられ勲二等を叙勲され、5月には功田五十町を賜与された。
その後、称徳天皇に跡継ぎがおらず皇太子が決まっていなかったことから、和気王は皇位を望んで当時有名な巫女であった紀益女にまじないを依頼し、参議兼近衛員外中将・粟田道麻呂、兵部大輔・大津大浦、式部員外少輔・石川永年らと謀反を計画する。しかし、計画が露見したことから、夜陰に紛れて逃走するが、率河社（大和国添上郡率川坐大神御子神社三座）に隠れているところを逮捕され、伊豆国へ流罪となる。配流の途中、山背国相楽郡で絞殺され、狛野（同郡上狛郷）に葬られた。
和気王は当時の朝廷において舎人親王の後裔で唯一残っていた皇親であり、王が叔父である淳仁天皇の後継者の地位を望んだとも、反対に称徳天皇側が舎人親王系皇統の復活を阻止するために王の抹殺を図ったとも言われている。

## 官歴
『続日本紀』による。
- 天平勝宝7歳（755年） 6月24日：臣籍降下（岡真人姓）
- 時期不詳：正六位上
- 天平宝字3年（759年） 6月16日：従四位下（越階）。7月3日：内匠頭
- 天平宝字4年（760年） 6月7日：山作司（光明皇后葬儀）
- 天平宝字5年（761年） 10月22日：節部卿
- 天平宝字7年（763年） 正月9日：伊予守
- 天平宝字8年（764年） 正月7日：従四位上。9月20日：従三位。10月9日：見兵部卿。10月20日：兼丹波守
- 天平神護元年（765年） 正月7日：勲二等。3月10日：功田50町

## 系譜
- 父：三原王
- 母：不詳
- 生母不詳の子女
  - 男子：大伴王[3]
  - 男子：長岡王[3]
  - 男子：名草王[3]
  - 男子：山階王[3]
  - 女子：采女王[3]